# Paratrichodorus lobatus
Paratrichodorus lobatus är en rundmaskart som först beskrevs av Colbran 1965.  Paratrichodorus lobatus ingår i släktet Paratrichodorus och familjen Trichodoridae. Inga underarter finns listade i Catalogue of Life.